# Gettysburg (Dakota del Sud)
Gettysburg è un comune (city) degli Stati Uniti d'America e capoluogo della contea di Potter nello Stato del Dakota del Sud. La popolazione era di 1.162 abitanti al censimento del 2010.

## Geografia fisica
Secondo lo United States Census Bureau, la città ha una superficie totale di 4,89 km², dei quali 4,89 km² di territorio e 0 km² di acque interne (0% del totale).

## Storia
Gettysburg fu pianificata nel 1884. La città prese questo nome in commemorazione della battaglia di Gettysburg. Una grande parte dei primi coloni erano veterani della guerra civile.

## Società

### Evoluzione demografica
Secondo il censimento del 2010, la popolazione era di 1.162 abitanti.

### Etnie e minoranze straniere
Secondo il censimento del 2010, la composizione etnica della città era formata dal 97,33% di bianchi, lo 0,26% di afroamericani, l'1,2% di nativi americani, lo 0,17% di asiatici, lo 0% di oceanici, lo 0% di altre razze, e l'1,03% di due o più etnie. Ispanici o latinos di qualunque razza erano lo 0,6% della popolazione.